# Jean Fernel

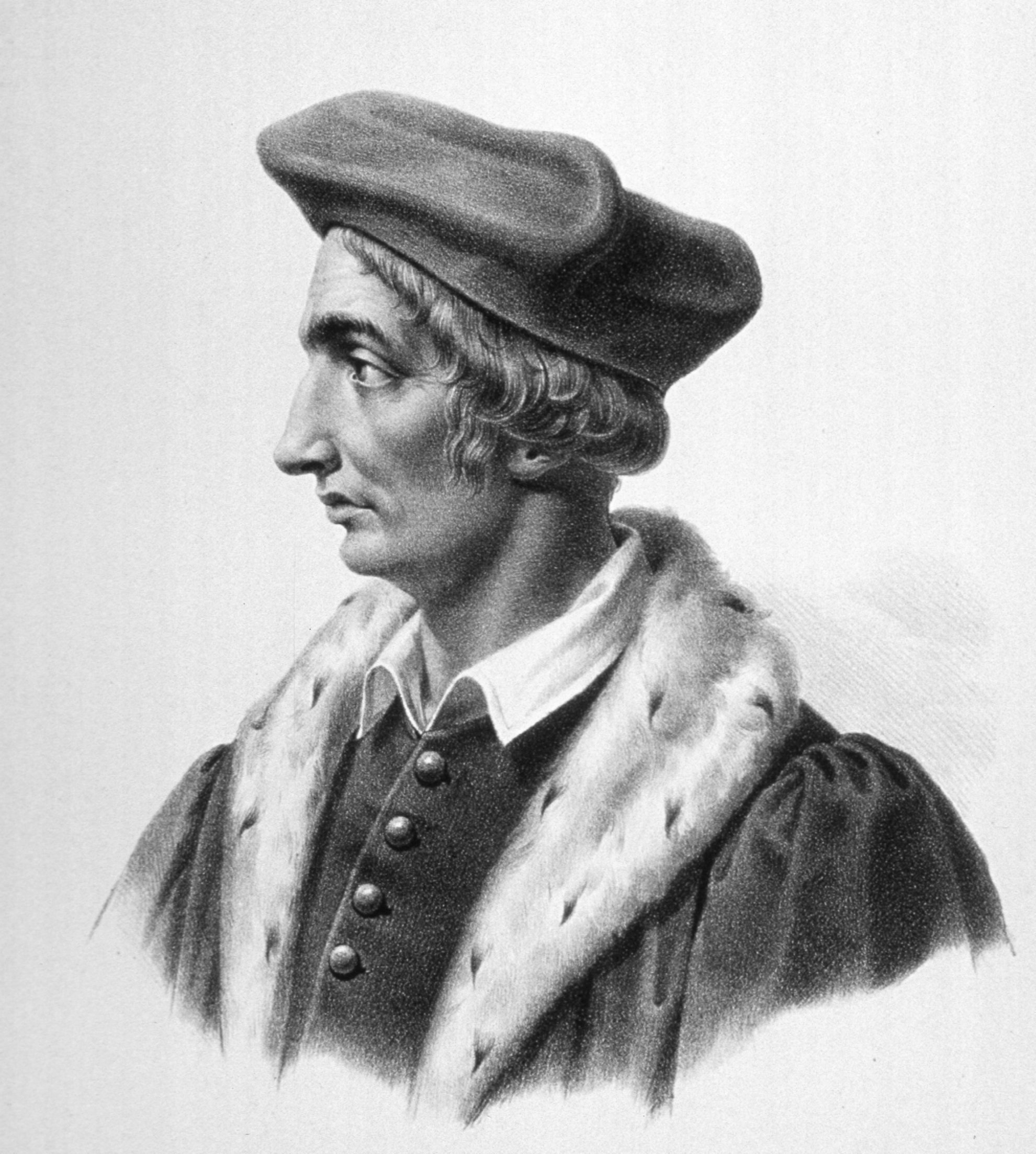
Jean Fernel

Therapeutice, seu medendi ratio

Jean Fernel (latiniserat: Johannes Fernelius), född 1497 i Montdidier, departementet Somme, död 1558 i Paris, var en fransk läkare. 
Fernel var en av 1500-talets främsta läkare samt en av dem, som kraftigt bidrog att störta det galeniska systemet, trots att han själv inte helt kunde frigöra sig från dess dogmer ("den nye Galenus"). Han blev 1534 professor vid medicinska fakulteten i Paris. Mot slutet av sin levnad var han livmedikus hos Henrik II. Fernel sysslade mycket med astronomi och matematik. Hans förnämsta skrifter är Universa medicina (1567) och Therapeutices universalis libri septem (1571).